# Kovdor
Kovdor (ryska Ковдор) är en stad och huvudort i Murmansk oblast i Ryssland. Kovdor är framför allt känt för sin gruvindustri. Folkmängden uppgår till cirka 17 000 invånare.

## Historia
År 1933 började man bryta järnmalm på platsen och 1953 anlades ett anrikningsverk. Samhället började byggas 1956 och Kovdor fick stadsrättigheter 1965. Dessförinnan hörde det till Kirovsk, som ligger 170 km längre österut.

## Vänorter
Kovdor är vänort med:
- Salla i Finland